# Prototyphis eos
Prototyphis eos là một loài ốc biển, là động vật thân mềm chân bụng sống ở biển thuộc họ Muricidae, họ ốc gai.

## Phân loài
- Prototyphis eos eos (Hutton, 1873)
- Prototyphis eos paupereques (Powell, 1974) (synonym: Prototyphis paupereques (Powell, 1974))